# Kekiling
Kekiling is een bestuurslaag in het regentschap Lampung Selatan van de provincie Lampung, Indonesië. Kekiling telt 2333 inwoners (volkstelling 2010).